# Симпсон, Джек
Джек Бе́нджамин Си́мпсон (англ. Jack Benjamin Simpson; родился 8 января 1997, Уэймут, Дорсет) — английский футболист, защитник клуба «Кардифф Сити».

## Биография
Симпсон стал игроком академии «Борнмута» в 2005 году в возрасте 8 лет. 1 апреля 2015 года подписал свой первый профессиональный контракт. В начале сезона 2015/16 выступал за клуб «Тоттон» на правах аренды, после чего вернулся в «Борнмут» и попал в заявку своей команды на матч четвёртого Кубка Англии против «Портсмута».
Дебют Симпсона в основном составе «Борнмута» состоялся 24 октября 2017 года в матче четвёртого раунда Кубка Футбольной лиги против «Мидлсбро», забив первый гол. Матч завершился со счётом 3:1 в пользу «Борнмута». 23 декабря 2017 года Симпсон дебютировал в Премьер-лиге, выйдя на поле в стартовом составе в матче против «Манчестер Сити».